# Ташкентский институт инженеров железнодорожного транспорта
Ташкентский государственный транспортный университет (узб. Toshkent Davlat Transport Universiteti) — высшее учебное заведение в Ташкенте (Узбекистан).

## История
Ташкентский государственный транспортный университет был основан в 1931 году под названием Среднеазиатский институт инженеров железнодорожного транспорта (САЗИИТ), который начал свою деятельность с подготовки специалистов — механиков и операторов.
В 1930 году в Ташкенте при управлении Ташкентской железной дороги появились курсы подготовки и переподготовки инженерно-технических работников узкой специальности, тягово-эксплуатационное отделение, получившее название «курсы НКПС».
События и даты:
- 1931 год — объявлена первая перепись студентов, в результате которой в число первых студентов железнодорожников было принято 125 человек;
- В 1931/1932 году в САЗИИТ работало 35 постоянных преподавателей. Среди них первые организаторы института М. Я. Ботолов,Ю.Голтман, В.Димушин, М.Егоров, А.Зиновьева, А.Крафт, С.Новокрещенов, Нурмухамедов, М.Струсевич, Т.Кучкаров ,В.Капустин, Х. Хужаев, Д. Заглядимов, А. Ценин, Н. Писарев, А. Суворов, Э. Джейкоб и другие;
- 1931 год — определена организационная структура института, которая состояла из: дирекции; 4 отделов — «механический», «оперативный», «путейское» и «переподготовка кадров»; 10 отделов; Ученого совета Института и библиотеки;
- 1933 год — подразделения Института назывались кафедрами, начальник института — директор, кафедры были преобразованы в факультеты, а директор — в заведующего;
- 1934 год — состоялся первый выпуск ста двадцати четырёх инженеров-железнодорожников по трем специальностям;
- 1937 год — САЗИИТ был переименован в Ташкентский институт инженеров железнодорожного транспорта. За первые 10 лет своей деятельности институт подготовил и закончил 156 техников и 891 инженера, из них 249 паровозников, 229 железнодорожников, 118 железнодорожников, 138 железнодорожников, 157 техников;
- 1941 год — институт имел строгий государственный план приема на три факультета по 225—250 человек в год.
- 1942—1943 год — для всех транспортных институтов страны был установлен единый срок обучения студентов — 4 года 10 месяцев. Выпускникам присваиваются следующие квалификации: инженер — железнодорожник — механик, инженер-железнодорожник-строитель, инженер связи по транспортно-грузовым работам.
- 1943—1944 год — в специально оборудованном помещении была создана библиотека. Чтобы лучше обслуживать студентов, читальный зал библиотеки начал работать до 23 часов вечера.
- 1946 год — возобновлено прерванное войной строительство нового четырёхэтажного комплекса института (архитектор В. Ф. Скаржинский). Предусматривалось строительство здания для размещения учебных мастерских, лабораторий, спортивного городка открытого типа, электрической подстанции;
- 1948 год — сдана в эксплуатацию первая часть нового учебного корпуса;
- 1950 год — сдана в эксплуатацию вторая часть нового учебного корпуса;
- 1966 год — сдана в эксплуатацию трехэтажная столовая на 500 мест;
- 1968 год — построен объединённый детский сад на 140 мест;
- 1969 год — построено студенческое общежитие;
- 1947 год — в институте было открыто вечернее отделение, на базе которого в 1955 году был создан вечерний факультет;
- 1956 год — создан факультет «Промышленного и гражданского строительств»;
- 1959 год — институт принимал студентов по направлению «Экономика и организация железнодорожного транспорта». С 1965 года эта специальность вместе со специальностью «Бухгалтерский учёт на железнодорожном транспорте» позволила организовать инженерно-экономический факультет;
- 1961 год — создан факультет ОВД;
- 1 января 1969 года — в институте был открыт факультет повышения квалификации руководителей и специалистов железнодорожного транспорт;
- 1972 год начато преподавание отдельных дисциплин на узбекском языке;
- 1981 год — в институте насчитывалось 80 лабораторий и отделов и 4 научно-исследовательские промышленные лаборатории, сдан в эксплуатацию 7-й блок учебного корпуса;
- 1989 год — завершено строительство студенческого городка N1;
- 1990 год — введен в эксплуатацию учебно-лабораторный корпус для локомотивов типа «Калек»
- 20 мая 2020 года — на базе Ташкентского института инженеров транспорта, Ташкентского института проектирования, строительства и эксплуатации автомобильных дорог, факультета аэрокосмических технологий Ташкентского государственного технического университета создан Ташкентский государственный транспортный университет.

## Факультеты
- Факультет железнодорожного транспорта;
- Факультет электротехники и вычислительной техники;
- Экономический факультет;
- Факультет строительной инженерии;
- Факультет авиационного транспортного машиностроения;
- Факультет управления транспортными системами;
- Факультет автомобильных дорог;
- Факультет автомобильного транспорта;
- Совместный факультет ТГТрУ и БНТУ.

## Кафедры
- Вагоны и вагонное хозяйство;
- Локомотивы и локомотивное хозяйство;
- Материаловедение и машиностроение;
- Структура высокоскоростного электрического движения;
- Естественные науки;

- Электротехника;
- Электроснабжение;
- Aвтоматика и телемеханика;
- Радиоэлектронные устройства и системы;
- Информатика и компьютерная графика;

- Экономика транспорта;

- Корпоративное управление;
- Бухгалтерский учёт;
- Информационные системы и технологии;
- Социальный науки;
- Узбекский (русский) язык;
- Иностранные языки;

- Строительство зданий и промышленных сооружений;
- Инженерия железных дорог;
- Инженерные коммуникации и системы;
- Мосты и тоннели;
- Высшая математика;
- Прикладная механика;

- Aвиационная инженерия;

- Аэронавигационные системы;

- Изыскания и проектирование дорог;
- Городские дороги и улицы;
- Строительство и эксплуатация автомагистралей;
- Искусственные сооружения на автомагистралях;

- Техносферная безопасность;
- Транспортная логистика;
- Инжиниринг интеллектуальных систем транспорта;
- Организация движения на транспорте;
- Транспортно-грузовые системы;

- Автомобиль и автомобильное хозяйство;
- Инжиниринг транспортных средств;
- Транспортное энергетические установки;
- Технологическое машиностроение;
- Технологическая надежность машин;
- Менеджмент (автомобильный транспорт);
- Цифровая экономика;
- Инжиниринг транспортных средств (подъемные и дорожно-строительные машины);
- Дорожный инжиниринг (проектирование автомобильных дорог геодезия);
- Дорожный инжиниринг (строительство автомобильных дорог).

## Известные выпускники
- См. Категория:Выпускники Ташкентского института инженеров железнодорожного транспорта